# Spiegelneuron
Ein Spiegelneuron (Plural: Spiegelneurone oder Spiegelneuronen) ist eine Nervenzelle, die im Gehirn von Primaten beim „Betrachten“ eines Vorgangs das gleiche Aktivitätsmuster zeigt wie bei dessen „eigener“ Ausführung. Auch Geräusche, die durch früheres Lernen mit einer bestimmten Handlung verknüpft werden, verursachen bei einem Spiegelneuron dasselbe Aktivitätsmuster wie eine entsprechende tatsächliche Handlung. Seit ihrer erstmaligen Beschreibung im Jahr 1992 wird diskutiert, ob Spiegelneuronen an Verhaltensmustern von Imitation oder möglicherweise sogar Mitgefühl (Empathie) bei Primaten beteiligt sind und dadurch etwa Rudelverhalten unterstützen.

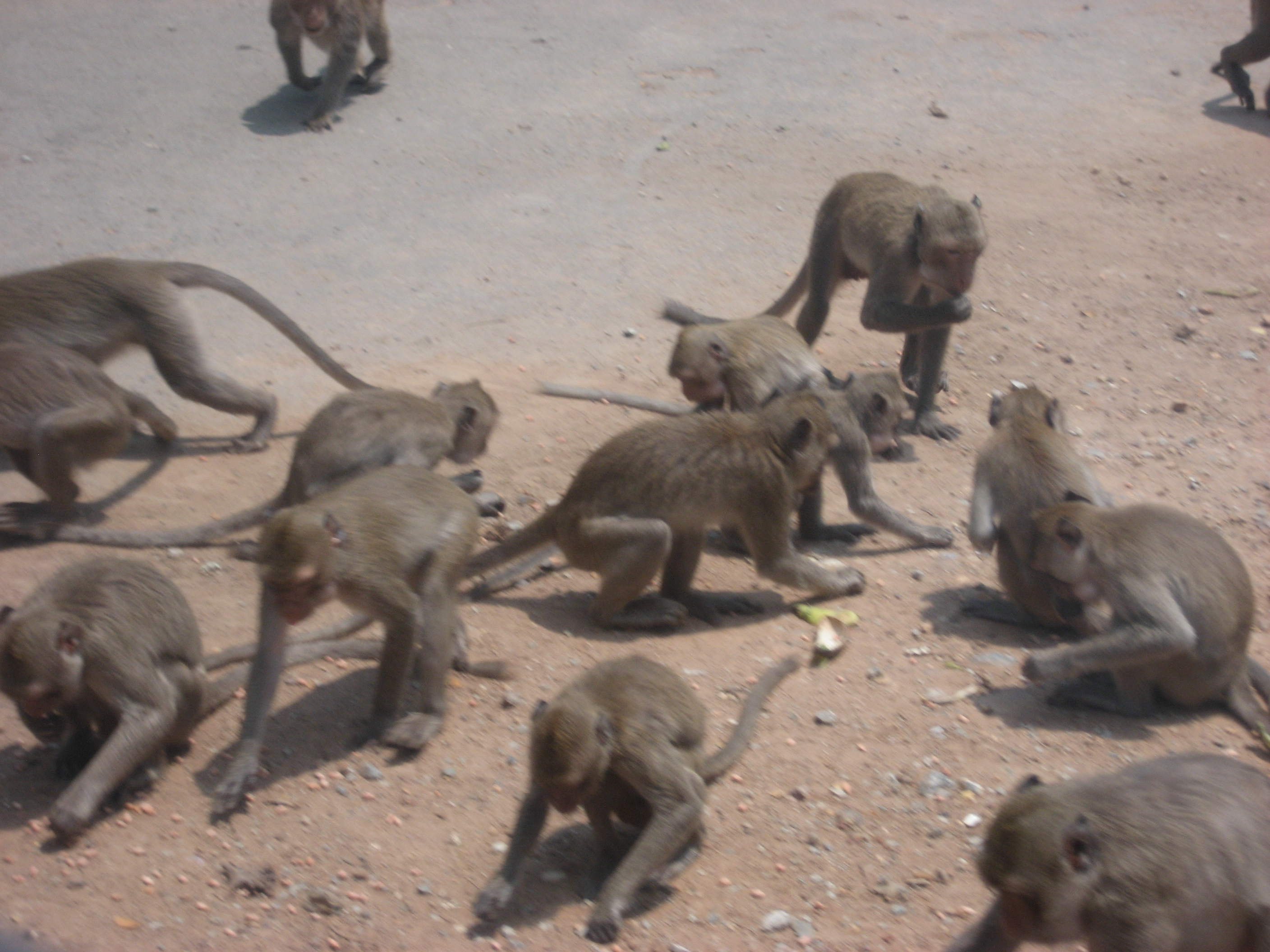
Typische Greif-Bewegungen von Makaken bei Fütterung

## Überblick
Diese Zellen wurden von dem Italiener Giacomo Rizzolatti und seinen Mitarbeitern erstmals 1992 beschrieben, und zwar bei Makaken. Im Jahr zuvor war eine Veröffentlichung in der Fachzeitschrift Nature abgelehnt worden, da die Erkenntnisse „nicht von allgemeinem Interesse“ seien. In diesen Untersuchungen war aufgefallen, dass Neuronen im Feld F5c des Großhirns sowohl dann reagierten, wenn bestimmte zielmotorische Hand-Objekt-Interaktionen selbst durchgeführt wurden, als auch, wenn sie bei einem anderen Tier – oder auch bei einem Menschen – nur beobachtet wurden.
2002 wurde die Möglichkeit eines Spiegelneuronensystems (Brodmann-Areal 44) beim Menschen diskutiert, das man mit Wiedererkennung von Handlungen (action recognition) und Imitation in Verbindung brachte. 2010 gab es den ersten direkten Nachweis von Spiegelneuronen beim Menschen.

## Kategorien
Die Entdecker teilten die beobachteten Spiegelneuronen in zwei Gruppen ein:
- Strikt Kongruente (strictly congruent), etwa ein Drittel, feuerten nur dann in gleicher Weise, wenn die beobachteten oder selbst ausgeführten Handlungen sowohl in ihrer allgemeinen Art – zum Beispiel Greifen – als auch ihrer speziellen Besonderheit – zum Beispiel Herausziehen aus einem Loch – gleich waren.
- Grob Kongruente (broadly congruent), etwa zwei Drittel, feuerten auch dann in gleicher Weise, wenn die beobachteten oder selbst ausgeführten Handlungen ähnlich waren oder im gleichen Kontext oder mit demselben oder einem gleichen Ziel geschahen.

## Beim Menschen
Die Untersuchung einzelner Neuronen beim Menschen ist nur in Ausnahmefällen möglich. Hierzu zählen Operationen am Gehirn als letzter medizinischer Ausweg, z. B. bei anderweitig nicht behandelbarer Epilepsie. Hierbei werden dem Patienten – zwecks exakter Lokalisierung – vorübergehend Tiefenelektroden in die Regionen eingepflanzt, die zuvor durch andere Verfahren als wahrscheinliche Herde der Störung ermittelt wurden. In solchen Fällen ist es oft ohne zusätzliches Risiko möglich – bei vorheriger Zustimmung des Patienten –, die nach rein medizinischen Kriterien gesetzten Elektroden auch für zusätzliche wissenschaftliche Messungen zu nutzen.
Bisher (Februar 2015) wurden jedoch beim Menschen noch keine Neuronen in den Arealen untersucht, die den bekannten Spiegelneuron-Arealen bei Makaken entsprechen. Der einfache Grund ist, dass hier selten Herde von Epilepsie auftreten. Trotzdem könnten Messungen in anderen Arealen beim Menschen sinnvoll sein, da die regionale Verbreitung von Spiegelneuronen in allen Spezies noch eine offene Frage ist.
2010 wurden Daten von 1177 Neuronen-Ableitungen (665 Einzelzellen, 512 Zellgruppen) von 21 Patienten veröffentlicht. Es wurde eine kleine Zahl von Spiegelneuronen gefunden. Zusätzlich wurden Anti-Spiegelneuronen gefunden, also solche, die sich bei Beobachtung und eigener Ausführung entgegengesetzt verhielten.

## Folgen der Entdeckung
Die Auswirkungen der Entdeckung der Spiegelneuronen unterschieden sich markant von denen bei anderen bedeutenden Entdeckungen in der Gehirnforschung, etwa bezüglich der senilen Plaques (Ablagerungen) bei der Alzheimer-Krankheit oder bezüglich der Prionen (schädlichen Proteinvarianten) bei der Creutzfeldt-Jakob-Krankheit und BSE („Rinderwahnsinn“).

### Geschichte
Untersuchungen zu möglichen Funktionen der Spiegelneuronen sind bislang (Februar 2015) nicht veröffentlicht worden, obwohl es vielfältige neurophysiologische Methoden gibt, diese Neuronen für gezielte Tests vorübergehend pharmakologisch oder durch molekulargenetische Schaltmethoden zu blockieren. Trotzdem haben die Entdecker von Anfang an immer wieder weitreichende Hypothesen zu einer möglichen Funktion dieser Neuronen bei automatischem Verstehen anderer Lebewesen verbreitet.
Lange bevor Spiegelneuronen beim Menschen überhaupt nachgewiesen waren, wurde bei einer Vielzahl von Untersuchungen menschlicher Gehirnaktivität durch bildgebende Verfahren ein möglicher Zusammenhang mit hypothetischen Spiegelneuronsystemen – oft mit großem Überschwang – herausgestellt. Dies geschah, obwohl es weithin bekannt ist, dass diese Verfahren die Aktivität riesiger Neuronenverbände abbilden. Sie bieten nicht die geringste Information zum Verhalten einzelner Neuronen. Eine kumulative Information ist in diesem Fall auch deshalb wertlos, weil die Spiegelneuronen innerhalb ihres Verbunds mit Nachbarzellen nur eine kleine Minderheit bilden.
Laien- und massenhafte Vergröberungen führten in der Folge zu einer Lawine von Fantasien bis hin zu Extremvorstellungen, wie etwa Jeremy Rifkins „empathischer Zivilisation“. Demnach würden „Spiegelneuronen im Gehirn des Menschen für den Aufbau der Gefühlswelt grundlegende Strukturen bereit halten“. Seine Ausführungen werden von Rezensenten kritisch gesehen.
Neutrale Neurowissenschaftler, die zu anderen, jedoch verwandten Themen forschten, beteiligten sich erst spät mit öffentlichen Beiträgen, dann allerdings mit zunehmend entschiedener Kritik. David Poeppel, Spezialist für Neurobiologie der Sprache an der New York University, fasste seine Einschätzung so zusammen:

„Die Zellen sind da, aber wozu sie gut sind und was sie machen, das wissen wir überhaupt nicht.“

### Beispiel Mitgefühl (Empathie)

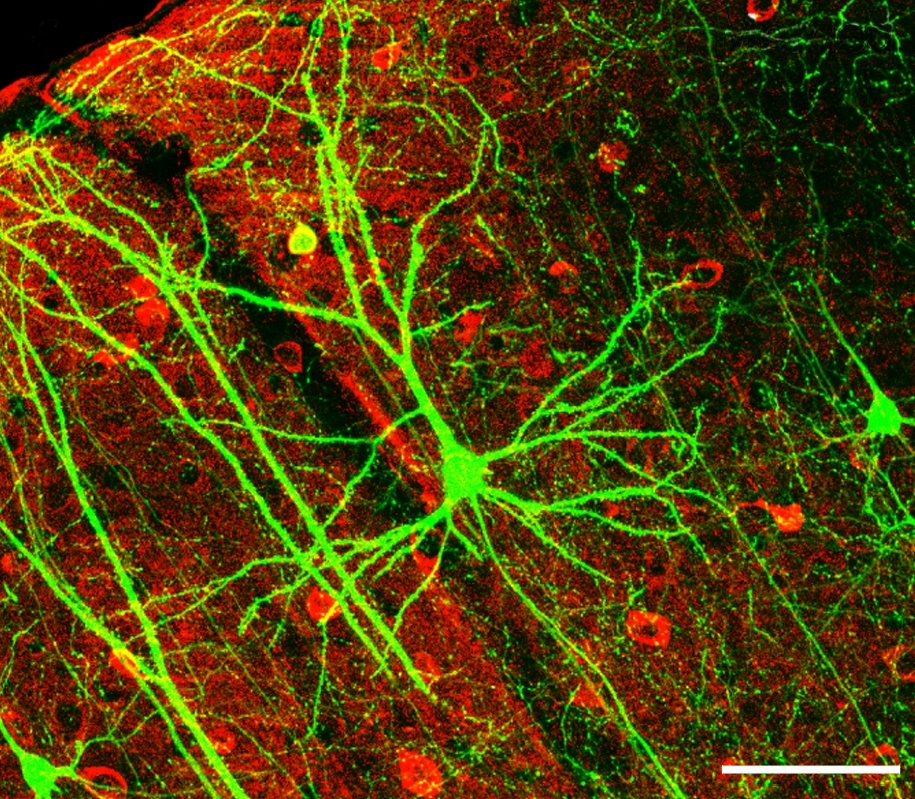
Mikroskopische Aufnahme eines Pyramiden-Neurons der Maus (Zerebraler Cortex), das Grün fluoreszierendes Protein exprimiert. Die rote Antikörper-Färbung zeigt GABA-produzierende Interneuronen. Maßstabsbalken: 100 µm (= 0,1 mm)

Der Analogieschluss, dass es Spiegelneuronen nicht nur für Körper-, sondern auch für Gefühlsbewegungen geben könnte, war so naheliegend, dass er sich noch schneller verbreitete als die tatsächlichen Beobachtungen. Bisher (Februar 2015) gibt es jedoch für keine Spezies Erkenntnisse über mögliche Gefühls-Spiegelneuronen. Die Möglichkeit eines Zusammenhangs zwischen Motor-Spiegelneuronen und Mitgefühl wird jedoch – als Möglichkeit – diskutiert.

## Grundsätzlicher Einwand gegen ein Spiegel-Konzept auf Neuronen-Ebene
Die neurophysiologisch orientierte Philosophin Patricia Churchland betrachtete die Vorstellung, Spiegelneuronen könnten eine Art Täter-Rolle beim Verstehen anderer Personen oder Lebewesen spielen, als einen typischen Fehlschluss mit langer philosophischer Tradition. Ein Neuron könne zwar vielfältig vernetzt sein, aber es sei kein intelligenter Agent (Homunkulus). Hochkomplexe Dinge, wie die Absichten anderer, könnten nur in mindestens ebenso komplexen neuronalen Netzwerken repräsentiert werden.

### Arbeitsgruppe der Entdecker
- Giacomo Rizzolatti, Corrado Sinigaglia: So quel che fai: il cervello che agisce e i neuroni specchio. Verlag Cortina Raffaello 2006, 216 S. ISBN 88-6030-002-9.
  - Giacomo Rizzolatti, Corrado Sinigaglia: Mirrors in the Brain. How Our Minds Share Actions and Emotions. Übersetzt von Frances Anderson, Oxford University Press 2007, ISBN 978-0-19-921798-4.
  - Giacomo Rizzolatti, Corrado Sinigaglia: Empathie und Spiegelneurone: Die biologische Basis des Mitgefühls. Übersetzt von Friedrich Griese. Suhrkamp, Frankfurt am Main 2008, ISBN 978-3-518-26011-1.
- Christian Keysers: The Empathic Brain. How the Discovery of Mirror Neurons Changes Our Understanding of Human Nature. Lexington, Ky. Social Brain Press, 2011, 246 S. ISBN 978-1-4637-6906-2.
  - Christian Keysers: Unser empathisches Gehirn: Warum wir verstehen, was andere fühlen. Übersetzt von Hainer Kober. Bertelsmann München 2013, ISBN 978-3-570-00954-3.
- Giacomo Rizzolatti, L. Fogassi, V. Gallese: Motor and cognitive functions of the ventral premotor cortex. In: Current opinion in neurobiology. Band 12, Nummer 2, April 2002, ISSN 0959-4388, S. 149–154. PMID 12015230 (Review).
- Giacomo Rizzolatti, M. Fabbri-Destro: Mirror neurons: from discovery to autism. In: Experimental brain research. Band 200, Nummer 3–4, Januar 2010, ISSN 1432-1106, S. 223–237, doi:10.1007/s00221-009-2002-3. PMID 19760408 (Review).

### Andere Neurowissenschaftler
- Gregory Hickok: The Myth of Mirror Neurons: The Real Neuroscience of Communication and Cognition. W. W. Norton & Company, 2014, ISBN 978-0-393-08961-5.
  - Gregory Hickok: Warum wir verstehen, was andere fühlen: Der Mythos der Spiegelneuronen. Übersetzt von Elsbeth Ranke, Carl Hanser Verlag München 2015, ISBN 978-3-446-44312-9.
- I. Dinstein, C. Thomas, M. Behrmann, D. J. Heeger: A mirror up to nature. In: Current biology : CB. Band 18, Nummer 1, Januar 2008, ISSN 0960-9822, S. R13–R18, doi:10.1016/j.cub.2007.11.004. PMID 18177704, PMC 2517574 (freier Volltext) (Review).
- G. Hickok: Eight problems for the mirror neuron theory of action understanding in monkeys and humans. In: Journal of cognitive neuroscience. Band 21, Nummer 7, Juli 2009, ISSN 0898-929X, S. 1229–1243, doi:10.1162/jocn.2009.21189. PMID 19199415, PMC 2773693 (freier Volltext) (Review).
- P. B. Pascolo, R. Budai, R. Rossi: Critical review of the research leading to the mirror neuron paradigm - biomed 2010. In: Biomedical sciences instrumentation. Band 46, 2010, ISSN 0067-8856, S. 422–427. PMID 20467117 (Review).
- C. Heyes: Where do mirror neurons come from? In: Neuroscience and biobehavioral reviews. Band 34, Nummer 4, März 2010, ISSN 1873-7528, S. 575–583, doi:10.1016/j.neubiorev.2009.11.007. PMID 19914284 (Review).
- C. Lamm, J. Majdandžić: The role of shared neural activations, mirror neurons, and morality in empathy - A critical comment. In: Neuroscience research. Band 90C, Januar 2015, ISSN 1872-8111, S. 15–24, doi:10.1016/j.neures.2014.10.008. PMID 25455743 (Review) (Freier Volltext).
- L. Bonini, C. Rotunno, E. Arcuri, V. Gallese: Mirror neurons 30 years later: implications and applications. In: Trends in cognitive sciences. Band 26, Nr. 9, 2022, S. 767–781.